# 有限会社 (ルクセンブルク)
ルクセンブルク法における有限会社（フランス語: société à responsabilité limitée; s.à r.l.;SARL（エス・アー・エール・エル））は、ルクセンブルクの会社法（la loi du 10 août 1915 concernant les sociétés commerciales）の定める企業形態で、会社（sociétés commerciales）の一種であり、法人格を有する。「société」は組合（会社を含む）を、「à responsabilité limitée」は「有限責任の」を意味する。日本法における旧有限会社に相当する。
同じ名称を有する企業形態はフランスやスイスなどでも見られる。
税務上の理由と利用のしやすさから、国際的な投資活動を行う際のSPCとして利用されることが多い。一人有限会社（société à responsabilité limitée unipersonnelle;s.à r.l.u.）も認められる。